# NGC 4333
NGC 4333 é uma galáxia espiral barrada (SBab) localizada na direcção da constelação de Virgo. Possui uma declinação de +06° 02' 28" e uma ascensão recta de 12 horas, 23 minutos e 22,2 segundos.
A galáxia NGC 4333 foi descoberta em 13 de Abril de 1784 por William Herschel.